# Hedströmmen
Hedströmmen este o arie protejată (arie specială de conservare — SAC, sit de importanță comunitară — SCI) din Suedia întinsă pe o suprafață de 38,4 ha, integral pe uscat.

## Localizare
Centrul sitului Hedströmmen este situat la coordonatele 59°40′45″N 15°45′13″E / 59.6792°N 15.7537°E.

## Înființare
Situl Hedströmmen a fost declarat sit de importanță comunitară în ianuarie 1997 pentru a proteja 2 specii de animale. Situl a fost protejat și ca arie specială de conservare în martie 2011.

## Biodiversitate
Situată în ecoregiunea boreală, aria protejată conține 3 habitate naturale: Taiga vestică, Cursuri de apă de la nivel de câmpie la nivel montan, cu vegetație Ranunculion fluitantis și Callitricho-Batrachion, Păduri fino-scandinave bogate în ierburi cu Picea abies.
La baza desemnării sitului se află mai multe specii protejate:
- nevertebrate (1): Margaritifera margaritifera
- pești (1): zglăvoacă (Cottus gobio)